# 素敵な休日
「素敵な休日」（すてきなきゅうじつ）は、堀ちえみの20枚目のシングル。1986年10月21日にキャニオン・レコードよりリリースされた。

## 解説
- 作詞は夏目純。堀が好きだというオードリー・ヘプバーンをイメージして書かれたものである[1]。
- 作曲担当は尾崎亜美。過去に堀のアルバム『風のささやき』でも城戸依子名義で提供している。
- このシングル発売時期は、既にラストアルバム『スカーレット白書』の制作に入っていた。
- 「「素敵な休日」は最初、岡田有希子が歌う予定であったが、岡田の急死によって代わりに堀が歌う事となった」という説がある。それについて尾崎亜美は、2016年7月2日放送の『ドットーレ山口のドキドキラジオ’84』（東海ラジオ）のインタビューで、「多くの方に聞かれたが、あれは「ガセ」。（説が出たのは）岡田も歌いそうなアカデミックな曲調だったことと、両者の音楽プロデューサーが同じ、キャニオン・レコードの渡辺有三だったから。でも、話した思い出が無かったので、制作関係者に事実確認をしたところ、全員から「ガセです」と言われた。曲を深く聴いてくれているから、このような説が出たのではないか」と語っている[2]。

## 収録曲
1. 素敵な休日
  - 作詞：夏目純／作曲：尾崎亜美／編曲：奥慶一
2. 助手席からI LOVE YOU
  - 作詞：栃内淳／作曲：中崎英也／編曲：奥慶一